# Pure Lebensfreude
Pure Lebensfreude ist das vierte Studioalbum der Schweizer Schlagersängerin Beatrice Egli aus dem Jahr 2013. 

## Entstehung und Veröffentlichung
Pure Lebensfreude erschien am 22. November 2013 beim Plattenlabel Polydor. Die Titel des Albums, einschließlich der Bonus-Titel, wurden von Dieter Bohlen produziert. Die Texte schrieben neben Bohlen selbst Daniel Gramer, Oliver Lukas und Tobias Reitz.
Der Titel Verrückt nach dir wurde als Single ausgekoppelt und ein dazugehöriges Musikvideo gedreht.

## Titelliste
| #  | Titel                       | Autor(en)                    | Produzent(en) | Länge |
| -- | --------------------------- | ---------------------------- | ------------- | ----- |
| 1  | Grenzenlos                  | Dieter Bohlen, Oliver Lukas  | Dieter Bohlen | 3:25  |
| 2  | Verrückt nach Dir           | Dieter Bohlen, Oliver Lukas  | Dieter Bohlen | 2:58  |
| 3  | Himmelbett                  | Dieter Bohlen, Oliver Lukas  | Dieter Bohlen | 3:28  |
| 4  | Verdammt ich will leben     | Dieter Bohlen, Oliver Lukas  | Dieter Bohlen | 3:27  |
| 5  | Herz an Herz                | Dieter Bohlen, Tobias Reitz  | Dieter Bohlen | 3:21  |
| 6  | Irgendwann                  | Dieter Bohlen, Oliver Lukas  | Dieter Bohlen | 3:13  |
| 7  | Du bist die Sonne           | Dieter Bohlen, Oliver Lukas  | Dieter Bohlen | 3:58  |
| 8  | Bitte halt mich             | Dieter Bohlen, Daniel Gramer | Dieter Bohlen | 3:11  |
| 9  | So wie ein Stern            | Dieter Bohlen, Tobias Reitz  | Dieter Bohlen | 3:10  |
| 10 | Und dann kommst Du          | Dieter Bohlen, Oliver Lukas  | Dieter Bohlen | 3:25  |
| 11 | Mitten ins Herz             | Dieter Bohlen, Oliver Lukas  | Dieter Bohlen | 3:30  |
| 12 | Die ganz grosse Liebe       | Dieter Bohlen, Oliver Lukas  | Dieter Bohlen | 3:15  |
| 13 | Zweimal Wahnsinn und zurück | Dieter Bohlen, Oliver Lukas  | Dieter Bohlen | 3:26  |

## Rezeption

### Rezensionen
Dani Fromm, Musikkritikerin von laut.de, schrieb zusammenfassend zu den Titeln des Albums: „[…] "Pure Lebensfreude", mit Verlaub, ist eine Frechheit. In einer gerechten Welt dürfte man eine derart billige, lieb- und einfallslose Produktion als Verbrechen an der Musik im Allgemeinen und am Schlager im Besonderen unter Anklage stellen.“

### Chartplatzierungen
| ChartsChartplatzierungen | Höchstplatzierung | Wochen |
| ------------------------ | ----------------- | ------ |
| Deutschland (GfK)        | 7 (33 Wo.)        | 33     |
| Österreich (Ö3)          | 5 (49 Wo.)        | 49     |
| Schweiz (IFPI)           | 1 (41 Wo.)        | 41     |

| ChartsJahrescharts (2013) | Platzierung |
| ------------------------- | ----------- |
| Deutschland (GfK)         | 68          |
| Schweiz (IFPI)            | 45          |

| ChartsJahrescharts (2014) | Platzierung |
| ------------------------- | ----------- |
| Deutschland (GfK)         | 85          |
| Österreich (Ö3)           | 13          |
| Schweiz (IFPI)            | 10          |

### Auszeichnungen für Musikverkäufe
| Land/Region        | Auszeichnungen für Musikverkäufe (Land/Region, Auszeichnung, Verkäufe) | Verkäufe |
| ------------------ | ---------------------------------------------------------------------- | -------- |
| Deutschland (BVMI) | Platin                                                                 | 200.000  |
| Österreich (IFPI)  | Platin                                                                 | 15.000   |
| Schweiz (IFPI)     | Platin                                                                 | 20.000   |
| Insgesamt          | 3× Platin ·                                                            | 235.000  |